# Heresiarches malaisei
Heresiarches malaisei là một loài tò vò trong họ Ichneumonidae.